# Ерімо (танкер)
Ерімо (танкер) — танкер, який під час Другої світової війни брав участь у операціях японських збройних сил на Тихому океані. 
Замовлений Імперським флотом Японії танкер «Ерімо» відносився до типу «Ширетоко». Його спорудили в 1930 році на верфі Kawasaki Shipyard у Кобе, при цьому корабель отримав захисне озброєння із двох 140-мм гармат та двох 76-мм зенітних гармат.
22 – 26 листопада 1941-го «Ерімо» прослідував з Куре до порту Самах на острові Хайнань (тут збирались десантні загони та сили прикриття для висадки на півострів Малакка), в першій декаді грудня перейшов до Мако (важлива база японських ВМС на Пескадорських островах у південній частині Тайванської протоки), а 11 – 14 грудня прослідував до бухти Камрань (центральна частина узбережжя В’єтнаму). До кінця грудня танкер базувався тут, при цьому здійснив кілька виходів у море (щонайменше один з них був до південного завершення В’єтнаму).
8 – 11 січня 1942-го «Ерімо» побував у Сінгорі (наразі Сонгкла, південна частина Таїланду біля кордону з британською Малаєю), після чого до кінця місяця базувався на південний В’єтнам. 
З 3 по 15 лютого 1942-го танкер забезпечував діяльність флоту на островах Анамбас у південній частині Південнокитайського моря (в цей час розгорталась операція із висадки десанту на сході Суматри), звідки повернувся до південного В’єтнаму.
22 лютого 1942-го «Ерімо» вийшов в море в межах операції з десантування на захід острова Ява. З 26 лютого по 1 березня він знову побував на островах Анамбас, після чого рушив на південь. 3 – 4 березня танкер провів дозаправку есмінців «Нагацукі», «Мінадзукі» та «Мацукадзе». Того ж 4 березня «Ерімо» випустив чотири торпеди американський підводний човен USS S-39. В танкер потрапило до трьох торпед, після чого він все-таки зміг викинутись на берег. Легкий крейсер «Юбарі» провів порятунок екіпажу, проте 4 моряка з «Ерімо» все-таки загинули. В 1947 році корпус судна пустили на злам.